# 13. dělostřelecký pluk
13. dělostřelecký pluk „Jaselský“ je dělostřelecký útvar Pozemních sil Armády České republiky určený k poskytování přímé či všeobecné palebné podpory mechanizovaným útvarům při vedení všech druhů bojové činnosti. Příslušníci jednotky se mohou také podílet na střežení důležitých objektů a prostorů na území České republiky a spolupracovat s Policií České republiky. Pluk byl vytvořen 1. prosince 2013 v posádce Jince jako nástupce 13. dělostřelecké brigády. 13. dělostřelecký pluk je vyzbrojen samohybnými kanónovými houfnicemi (ShKH) vz. 77 ráže 152 mm, lehkými průzkumnými a pozorovacími systémy LOS, LOV-PZ, SNĚŽKA či dělostřeleckými radiolokátory Arthur. Organizační struktury jednotky tvoří kromě velitelských a podpůrných prvků 131. a 132. dělostřelecký oddíl.

## Historie pluku
V rámci reorganizace Armády České republiky vznikla 1. prosince 2003 13. dělostřelecká brigáda jakožto nástupce zrušené výcvikové základny dělostřelectva a 11. dělostřeleckého pluku. Brigádě umístěné v posádce Jince podléhaly dva smíšené dělostřelecké oddíly, 131. v Pardubicích a 132. v Jincích.
Dne 27. října 2005 byl během nástupu na Svaté Hoře v Příbrami brigádě propůjčen bojový prapor.
Od roku 2006 se jednotky brigády několikrát podílely na zahraničních misích v Kosovu.
V roce 2010 došlo k reorganizaci brigády a redislokaci všech jednotek do posádky v Jincích. Současně došlo s vyřazením raketometů RM-70 k přejmenování smíšených dělostřeleckých oddílů na dělostřelecké oddíly.
K 1. prosinci 2013 došlo v rámci reorganizace armádních jednotek k přejmenování z 13. dělostřelecké brigády brigády na 13. dělostřelecký pluk.
V rámci nasazení  do výcvikové mise EUTM-Mali bylo 5. úkolové uskupení AČR v roce 2021 postaveno z příslušníků 13. dělostřeleckého pluku.

## Struktura
velitelství a štáb pluku
- baterie velení a průzkumu

- obvaziště

- rota logistiky

- prvek posádkové podpory

- palebná baterie aktivní zálohy

- 2 dělostřelecké oddíly
  - velení a štáb oddílu
  - baterie řízení palby
  - baterie koordinace palebné podpory
  - 3 palebné baterie 152mm ShKH [7]